# Wereldkampioenschappen wielrennen para-cycling
De wereldkampioenschappen wielrennen para-cycling zijn wereldkampioenschappen voor verschillende disciplines in het wielrennen voor sporters met een lichamelijke beperking die worden georganiseerd door de UCI.

## Categorieën
Tijdens de Wereldkampioenschappen wordt er gestreden in alle 4 de disciplines van het para-cycling namelijk, cycling, tandem, tri-Cycling en Handbiking voor zowel mannen als vrouwen.

## Recente edities
| Jaar | Datum                     | Stad             |
| ---- | ------------------------- | ---------------- |
| 2009 | 10-13 september           | Bogogno          |
| 2010 | 17-22 augustus            | Baie-Comeau      |
| 2011 | 8-11 september            | Roskilde         |
| 2013 | 29 augustus - 1 september | Baie-Comeau      |
| 2014 | 28 augustus - 1 september | Greenville       |
| 2015 | 29 juli - 2 augustus      | Nottwil          |
| 2017 | 31 augustus - 3 september | Pietermaritzburg |
| 2018 | 2-5 augustus              | Maniago          |
| 2019 | 11-15 september           | Emmen            |
| 2020 | geannuleerd               | Oostende         |
| 2021 | 9-13 juni                 | Cascais          |
| 2022 | 11-14 augustus            | Baie-Comeau      |
| 2023 | 3-13 augustus             | Glasgow          |
| 2024 | 21-29 september           | Zürich           |
| 2025 | 28-31 augustus            | Ronse            |
| 2026 |                           | Huntsville       |

Baanwielrennen (1893-) · 
BMX (1986-) · 
granfondo (2011-) · 
gravelrace (2022-) · 
indoor wielrennen (1956-) · 
mountainbike (1990-) · 
mountainbike marathon (2003-) · 
para-cycling baanwielrennen (2006-) · 
para-cycling wegwielrennen (2006-) · 
trials (1987-1999) · 
urban cycling (2017-) · 
veldrijden (1950-) · 
wegwielrennen (1921-)